# Make It to Christmas
Make It to Christmas è un singolo della cantante canadese Alessia Cara, pubblicato il 8 novembre 2019.

## Video musicale
Il video musicale è stato reso disponibile il 14 dicembre 2022 attraverso il canale YouTube dell'artista.

## Tracce
Testi e musiche di Alessia Caracciolo e Jon Levine.
1. Make It to Christmas – 3:30

## Formazione
Musicisti
- Alessia Cara – voce, cori
- Max Roach – cori, batteria, timpano
- Victoria Westfall – cori
- Jon Levine – basso, programmazione della batteria, chitarra, Rhodes
- Lydia Muchinsky – violoncello
- Shannon Knights – viola
- Drew Jurecka – violino
- Rebekah Wolkstein – violino

Produzione
- Jon Levine – produzione
- Joe Zook – missaggio

## Classifiche
| Classifica (2020-23) | Posizione massima |
| -------------------- | ----------------- |
| Austria              | 57                |
| Canada               | 89                |
| Corea del Sud        | 67                |
| Croazia              | 84                |
| Germania             | 60                |
| Lituania             | 97                |
| Polonia              | 58                |
| Portogallo           | 190               |